# オサッペヌプリ
オサッペヌプリは、北海道の川上郡弟子屈町と網走郡津別町の2町にまたがる標高860mの山である。

## 概要
屈斜路湖を囲む屈斜路カルデラの外輪山で、平たい山頂が特徴であるが周囲には阿寒の山々やコトニヌプリなど際立つ山に囲まれているためあまり目立つ山ではない。
山名は尾札部川の山を意味する「オサッペ・ヌプリ」から来ており、川名はアイヌ語の「オ・サツ・ペ（川尻・乾く・水）」が由来で、尾札部川は伏流する河川であることから「川尻・乾く」ということがついたという。しかし尾札部川の源流はオサッペヌプリではなくサマッケヌプリから来ている。

## 登山
登山道はないため残雪期にコトニヌプリ・サマッケヌプリと併せて登られることが多い。弟子屈町側は急斜面が多いため主に津別町側から登られる。